# Portulaca olosirwa
Portulaca olosirwa är en portlakväxtart som beskrevs av Sylvia Mabel Phillips. Portulaca olosirwa ingår i släktet portlaker, och familjen portlakväxter. Inga underarter finns listade i Catalogue of Life.